# Subaru XT
Subaru XT — двухдверное спорт-купе японской компании Subaru, производилось с 1985 по 1991 год. В Японии модель продавалась под именем Alcyone, в Австралии и Новой Зеландии под именем Vortex, на рынках Северной Америки и Европы под именем XT и XT6. Выпускалась с передним и полным приводом. Единственный автомобиль в истории Subaru, который оснащался убирающимися фарами. На японском рынке был назван в честь Альционы — самой яркой звезды в звёздном скоплении Плеяды, которое является символом Субару. В общей сложности было произведено 98 918 автомобилей. В 1992 году заменена моделью Subaru SVX.
Январь 1985 г. — дебют на Детройтском автосалоне. 8 июня 1985 г. — начало продаж в Японии.